# Жито
Жи́то — производное злаково-мучное изделие, а также — в ряде русских наречий (и других славянских языках) — культура зерна.
Название происходит от праслав. *žito — «жизнь», в более позднем значении — жизненно необходимый продукт. В московском, рязанском, вятском и других краях «житом» называли любой немолотый хлеб на зерне. На псковщине жито — варево из ячменя с горохом или с бобами.
В других позднеславянских регионах этим словом определяют сами злаковые культуры:
- в тверском крае — яровая рожь, овес;
- в ярославском крае и на севере[где?] — ячмень (производный синоним — «житарь», «житник»);
- на Украине — рожь;
- на востоке[где?] — яровой хлеб, яровое зерно: овес, ячмень, пшеница, греча;

## В фольклоре
- По соломе жита не узнаешь.